# Aleurochiton forbesii
Aleurochiton forbesii es un hemíptero de la familia Aleyrodidae, con una subfamilia: Aleyrodinae. Fue descrita científicamente en 1893 por Ashmead.